# Bolbocerosoma biplagiatum
Bolbocerosoma biplagiatum là một loài bọ cánh cứng trong họ Geotrupidae. Loài này được Dawson & Mccolloch miêu tả khoa học năm 1924.